# Unión Excursionista de Sabadell

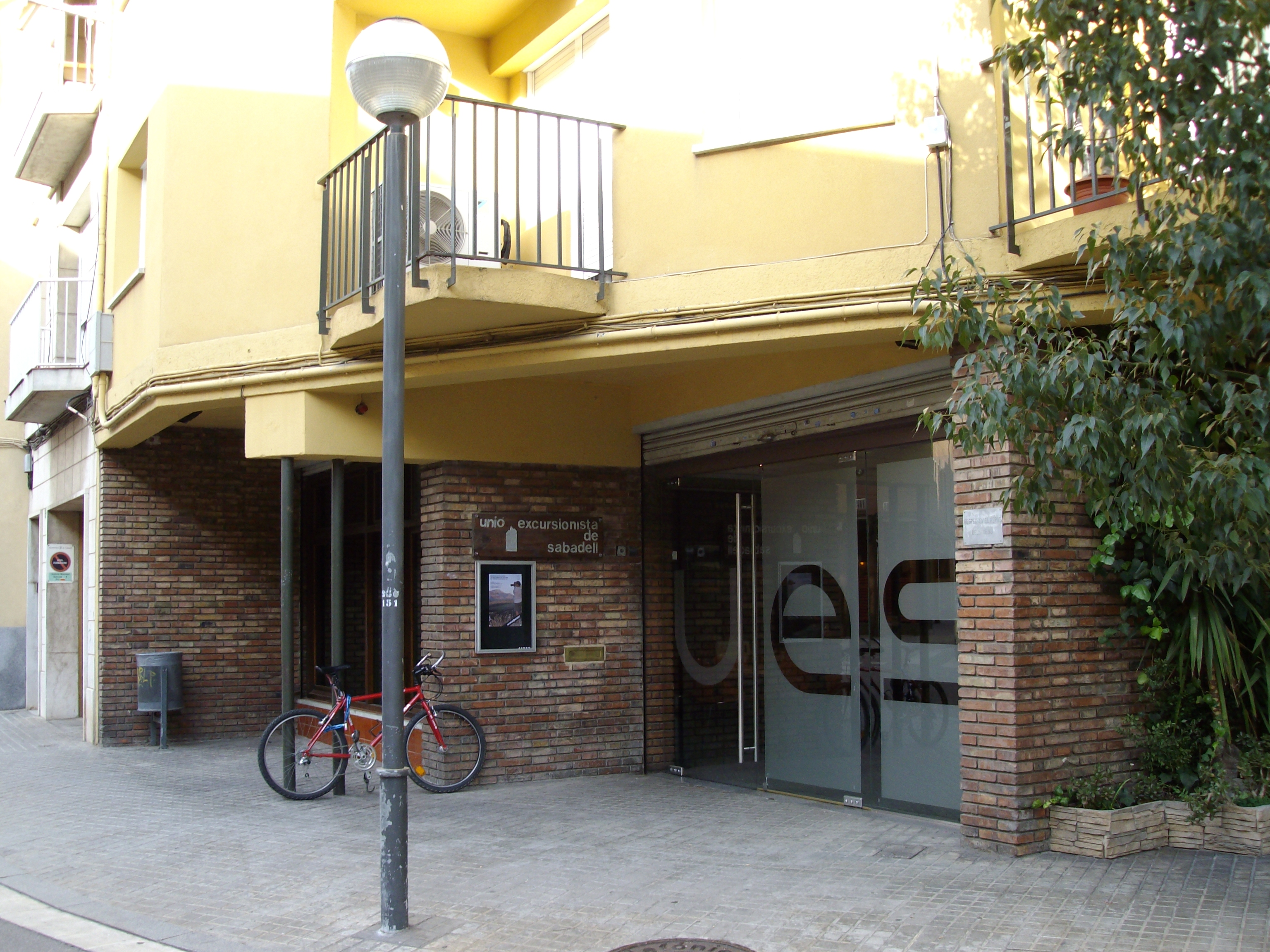
Unión Excursionista de Sabadell

La Unión Excursionista de Sabadell (UES) en (español Unión Excursionista de Sabadell) es la entidad excursionista de Sabadell. Tiene como objetivo fomentar la práctica del excursionismo y de todos los deportes que se practican en la montaña, como la defensa de la cultura. Es la segunda asociación excursionista en número de socios de Cataluña y la tercera entidad de la ciudad. En su palmarés deportivo destaca la primera ascensión catalana al Manāslu (1999) y el descenso de la Gouffre Berger, una de 1122 metros de profundidad (1995), entre otros.
Es miembro de la Federación de Entidades Excursionistas de Cataluña (FEEC), la Federación Española de Deportes de Montaña y Escalada (FEDME), la Federación Catalana de Espeleología (FEC), la Federación de Carreras de Orientación de Cataluña (FCOC), la Federación Catalana de Deportes de Invierno (FCEH) y la Federación Catalana de Ciclismo (FCC).
En 2014, la entidad publicó 100 anys d’excursionisme a Sabadell, 1908-2008 (100 años de excursionismo en Sabadell, 1908-2008), un libro que recoge la historia de los tres centros que fundaron la entidad y sus hechos más relevantes.
Desde 1993, la entidad publica Sabadell ahir (Sabadell ayer), un calendario anual con fotos históricas de la ciudad comentadas.

## Historia

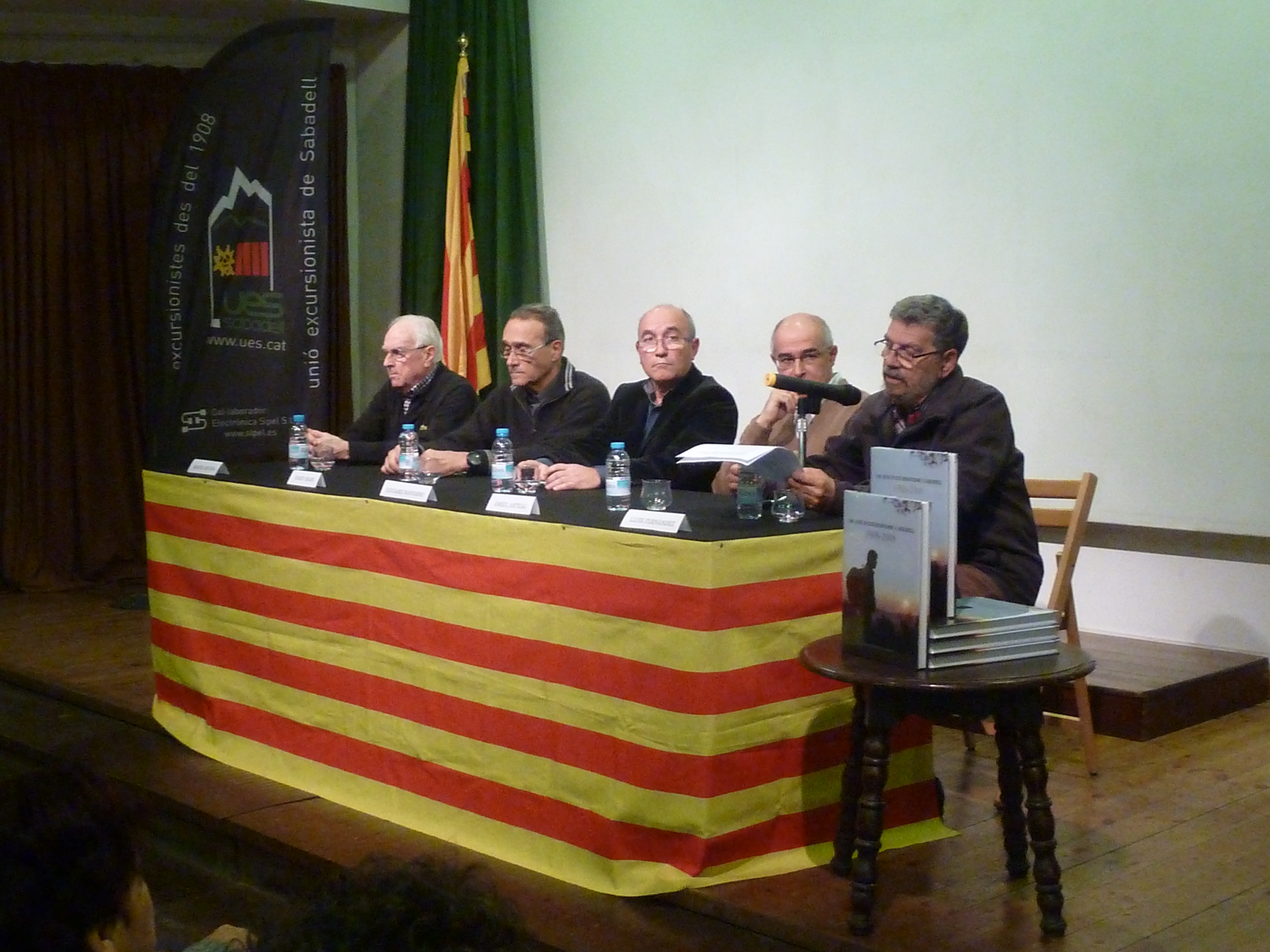
Lluís Fernàndez, hablando en la presentación del libro 100 años de excursionismo en Sabadell. 1908-2008 (2014)

La Unión Excursionista de Sabadell se constituyó el 27 de febrero de 1970 
, al fusionar el Centro Excursionista del Vallès (la primera entidad excursionista del Vallés, fundada en 1908), el Centro Excursionista de Sabadell (fundado en 1919) y la Agrupación Excursionista Tierra y Mar (fundada en 1926). De este modo, la UES es la unión de tres entidades, por lo que se convirtió en su heredera y en la conservadora de sus fondos.
En 2008, se celebró el centenario del excursionismo de Sabadell.

## Actividades
Las diferentes secciones de la entidad programan excursiones de carácter distinto cada semana. Ente otras, destacan las siguientes actividades: las sardanas en La Mola, la Marcha Infantil de Regularidad, la Ronda Vallesana y las matinales en las cercanías de Sabadell para la gente mayor.
Asimismo, la Sección Coral ha organizado en diferentes ocasiones la Fiesta de la Canción de la Montaña.

## Secciones
La Unión Excursionista de Sabadell cuenta con diferentes secciones, divididas entre deportivas, sociales y culturales.

### Secciones Deportivas
- Aventura
- BTT
- Caminatas de resistencia
- Club alpino
- Escalada
- Escuela de Mañana
- Espeleo Club
- Esquí
- Marcha Nórdica
- Montaña
- Orientación
- Senderos

### Secciones Sociales
- Campamentos
- Grupo de Montaña La Ganyota de la UES
- Familias
- Veteranos

### Secciones Culturales
- Coral
- Historia
- Natura
- Cultura

## Hitos
Los deportistas de la UES han coronado cimas de más de 8000 metros como son el Shisha Pangma, el Cho Oyu, el Manāslu, el Gasherbrum II y el Dhaulagiri.
También lograron llegar a una profundidad de 1000 metros en espeleología, en la sima Gouffre Berger.

## Premios y reconocimientos
- Entidad ganadora de la Fiesta del Deporte de Sabadell en 1970, 1998, 1999, 2001 y 2007.
- Medalla de Honor de la Ciudad de Sabadell en 2008.
- Premio El Corte Inglés a la Promoción del Deporte, Fiesta del Deporte de Sabadell en 2018.
- Premio Snooker a la Organización de Eventos Deportivos en Sabadell por La Llanera Trial, Fiesta del Deporte de Sabadell en 2018.